# Braddock – Missing in Action 3
Braddock – Missing in Action 3 ist ein US-amerikanischer Actionfilm aus dem Jahr 1988 mit Chuck Norris in der Hauptrolle.
Nach Missing in Action und dessen Prequel Missing in Action 2 – Die Rückkehr ist dies der abschließende Teil der Trilogie Missing in Action mit Chuck Norris als Colonel James Braddock. Der Film ist eine Produktion von Cannon Films.

## Handlung
12 Jahre nach Ende des Vietnamkrieges kehrt Colonel James Braddock an den Ort des Geschehens zurück, um seine totgeglaubte asiatische Frau Lin und seinen 13-jährigen Sohn aus der Hand der Kommunisten zu befreien.
Bewaffnet mit Hochtechnologie kämpft Braddock sich ausgehend von der Küste Vietnams bis ins Landesinnere vor. Nachdem er seine Frau und seinen Sohn gefunden hat, will er mit den beiden das Land verlassen, wird aber von den Militärs aufgespürt; dabei wird seine Frau erschossen. Braddock und sein Sohn werden inhaftiert. Es gelingt den beiden später zu entkommen. Sein Sohn versteckt sich im Waisenhaus von Pfarrer Polanski. Die Kommunisten spüren Braddocks Sohn  auf und inhaftieren ihn erneut, zusammen mit allen anwesenden amerikanisch-asiatischen Waisenkindern und deren Betreuer Pfarrer Polanski. Braddock erfährt davon und kann alle Inhaftierten nach einem Gefecht mit den Militärs befreien.
Zusammen machen sie sich zu der rettenden Grenze nach Thailand auf und kapern auf ihrer Flucht ein Transportflugzeug, das aber vom Boden beschossen wird, sodass es leck schlägt. Daraufhin ist Braddock gezwungen, die Maschine notzulanden. Das Flugzeug wird beim Aufsetzen schwer beschädigt, aber alle Insassen können unverletzt aussteigen und ihre Flucht zu der nahen thailändischen Grenze fortsetzen. Dort angekommen, gilt es jetzt, eine letzte Brücke zu überqueren. Colonel Braddock nimmt erneut den Kampf mit den kommunistischen Militärs auf und erringt dank Unterstützung durch zu Hilfe gerufene US-Kampfhubschrauber den finalen Sieg.

## Kritiken
„Überaus grobschlächtige Fortsetzung der ‚Missing in Action‘-Reihe. – Macho-Machwerk der einfältigen Art.“

„Der dritte Teil der Serie ‚Missing in Action‘ ist wieder wild übertreibendes Actionkino mit fragwürdigen Feindbildern; in den Gewaltszenen der deutschen, um rund 20 Minuten gekürzten Fassung, aber zurückhaltender.“

## Hintergrund
- Die Grundidee des Films geht auf Chuck Norris und seinen Bruder Aaron zurück, die beide in Kontakt zu Berichten über US-amerikanische Soldaten kamen, die ihre in Vietnam während des Krieges geborenen Kinder in die Vereinigten Staaten bringen wollten.[4]

- Als ursprünglicher Regisseur war Joseph Zito vorgesehen, der allerdings nach Budgetkürzungen absagte. Auch wurde auf Grund der gekürzten Gelder nicht das ursprüngliche Drehbuch von James Bruner realisiert, der daraufhin die Produktion verließ und sich nicht an den folgenden Skriptänderungen beteiligte. Der Film war seine letzte Beteiligung an einer Cannon-Produktion.[5]

- Gedreht wurde der Film nicht am Originalschauplatz Vietnam, sondern auf den Philippinen.

- Es gibt einen geografischen Fehler im Film: Vietnam und Thailand haben keine gemeinsame Grenze (tatsächlich grenzt Vietnam im Westen an Laos bzw. Kambodscha).[6]

- Der Film startete am 22. Januar 1988 und nahm an den US-amerikanischen Kinokassen rund 6 Millionen US-Dollar ein.[7] Er spielte damit im Vergleich zu seinen beiden Vorgänger am wenigsten ein.

- Während der Dreharbeiten kam es zu einem Hubschrauberabsturz, bei dem vier Personen starben und mehrere schwere Verletzungen davontrugen.[8]